# Povere ancelle della Madre di Dio
Le Povere Ancelle della Madre di Dio (in inglese Poor Servants of the Mother of God) sono un istituto religioso femminile di diritto pontificio: le suore di questa congregazione pospongono al loro nome la sigla S.M.G.

## Storia
La congregazione venne fondata da Frances Margaret Taylor (1832-1900): figlia di un pastore protestante, partecipando come infermiera alla guerra di Crimea ebbe modo di conoscere le suore della Misericordia irlandesi e fu colpita dalla loro dedizione; tornata in patria, nel 1855 aderì al cattolicesimo e decise di dedicare la sua vita al servizio dei poveri.
Con l'appoggio dell'arcivescovo di Westminster, Henry Edward Manning, e con l'aiuto dei gesuiti James Clare e Augustus Dignam, la Taylor diede inizio all'istituto a Londra nel 1868: le prime consorelle emisero i voti nel 1872.
L'abito delle prime religiose fu nero, con scapolare blu; in principio la loro attività principale fu la visita ai malati poveri a domicilio, poi estesero il loro campo di apostolato agli ospedali, alle scuole e alle parrocchie. Diffusesi nei sobborghi popolari di Londra, aprirono la loro prima filiale all'estero a Carrigtwohill, in Irlanda, e nel 1886 si stabilirono con una comunità a Roma.
La congregazione ricevette il pontificio decreto di lode il 7 agosto 1879 e l'approvazione definitiva della Santa Sede il 19 luglio 1900.

## Attività e diffusione
Le costituzioni delle religiose sono ispirate a quelle della Compagnia di Gesù (particolarmente per la terza probazione prima dei voti perpetui). Nei primi decenni del XX secolo le suore, tradendo lo spirito della fondatrice, si dedicarono essenzialmente al servizio in scuole private e cliniche a pagamento, ma dopo il concilio Vaticano II trasformarono le loro scuole in centri per gratuiti l'educazione e la riabilitazione di portatori di handicap.
Sono presenti in Europa (Irlanda, Italia, Regno Unito), nelle Americhe (Stati Uniti d'America, Venezuela) e in Kenya; la sede generalizia è a Roehampton.
Alla fine del 2008 la congregazione contava 247 religiose in 37 case.